# گردآفرید
گُردآفرید (لاتین: Gordāfarīd) به معنای پهلوان آفریده شده، زنی ایرانی و دختر گژدهم شخصیتی در شاهنامه فردوسی است. او زنی بسیار زیبا و جنگجو است که در داستان رستم و سهراب گردآفرید با سهراب رَزمید و به دست او گرفتار شد و در این زمان که صورت خود را پوشانده بود، نقاب کنار رفت و سهراب مات در چهره گردآفرید ماند و دریافت که این پهلوان، دختر است. در نهایت گردآفرید توانست خود را با تدبیر از دست سهراب برهاند.
گُردآفرید نخستین شیرزن حماسهٔ ملی ایران است. گردآفریدِ دلربا و چالاک با این که در شاهنامه حضوری کوتاه دارد و شکست هم می‌خورد، بسیار برجسته است و یکی از گیراترین زنان شاهنامه. وی را می‌توان مانند فرانک، ارنواز و شهرناز، نمونهٔ زن اصیل ایرانی دانست.
قطعه ای از شعر رزم گردآفرید با سهراب در شاهنامهٔ فردوسی چنین آمده است:
| چو آگاه شد دختر گژدهم       |  | که سالار آن انجمن گشت کم     |
| زنی بود بر سان گردی سوار    |  | همیشه به جنگ اندرون نامدار   |
| کجا نام او بود گردآفرید     |  | زمانه ز مادر، چنین نآورید    |
| چُنان ننگش آمد ز کار هجیر    |  | که شد لاله رنگش به کردار قیر |
| بپوشید درع سواران جنگ       |  | نبود اندر آن کار جای درنگ    |
| نهان کرد گیسو به زیر زره    |  | بزد بر سر ترگ رومی گره       |
| فرود آمد از دژ به کردار شیر |  | کمر بر میان بادهایی به زیر   |
| که گردان کدامند و جنگ‌آوران  |  | دلیران و کارآزموده سران      |

ناگفتنه نماند که ضرب‌المثل مشهور «خورد گاو نادان ز پهلوی خویش» نیز از این بیت الهام گرفته شده است.
| نباشی بس ایمن به بازوی خویش |  | خورد گاو نادان ز پهلوی خویش |

## روایت
در رهسپاری سهراب از توران به ایران، هنگامی که وی در جستجوی پدرش رستم است، با او آشنا می‌شویم. در مرز توران و ایران، دژی به نام سپیددژ هست. گُژدَهَم که یک ایرانی سالخورده است، بر آن فرمان می‌راند و همواره در برابر دشمن پایداری سرسختانه‌ای می‌ورزد و با این کار، دل همهٔ ایرانیان را به آن دژ امیدوار می‌سازد. گژدهم پیر، پسری خرد به نام گُستَهَم دارد، و دختری به نام گردآفرید. سهراب ناچار است پیش از درآمدن به خاک ایران از این دژ بگذرد. در نبرد میان سهراب و هژیر، فرماندهٔ دژ، سهراب بر او پیروز می‌گردد. سهراب، نخست می‌خواهد او را بکشد، اما سپس او را اسیر کرده راهی سپاه خود می‌کند. آگاهی از این رویداد، دژنشینان را سراسیمه می‌سازد، اما گردآفرید چنان این را مایهٔ ننگ می‌داند که بر آن می‌شود خود به نبرد او رود.
سهراب در پی چالش آن شیرزن به رزمگاه درمی‌آید و آن دو به پرخاش و نبرد درمی‌آیند. سهراب در برابر باران تیر گردآفرید، ناچار سپرش را به کار درمی‌آورد. وی جنگ‌کنان نزدیک گردآفرید می‌شود و نیزهٔ او را می‌گیرد. با نیزه جامهٔ جنگی او را می‌درد، گردآفرید شمشیر می‌کشد و با فرود آوردن آن نیزهٔ سهراب را می‌شکند. سرانجام می‌بیند که توان رویارویی با سهراب را ندارد و می‌کوشد سوی دژ بگریزد. اما سهراب به او می‌رسد و کلاهخودش را برمی‌گیرد. تازه می‌بیند که آن پیکارگر نه مرد، بلکه دختری زیباروی است. گردآفرید به نیرنگ دست می‌یازد و به سهراب می‌گوید که خوب نیست رزمندگان ببینند که وی در نبرد با یک دختر به چنین کوشش و رنجی گرفتار آمده و به او پیشنهاد می‌کند که همراهش به درون دژ برود و دژ در چنگ اوست. سهراب که خیرهٔ او شده، در دام شگرد گردآفرید می‌افتد. گردآفرید او را تا درب دژ می‌آورد، سپس با چابک‌دستی بسیار به درون دژ می‌جهد و در را می‌بندد. سهراب بیرون می‌ماند. گردآفرید به بالای دژ می‌رود و ریشخندکنان فریاد می‌زند: «ترکان ز ایران نیابند جفت!»  سپس به اندرز به او می‌گوید که بهتر است پیش از آن که رستم به آنجا برسد، همراه سپاهش به توران برگردد.

## نگارخانه

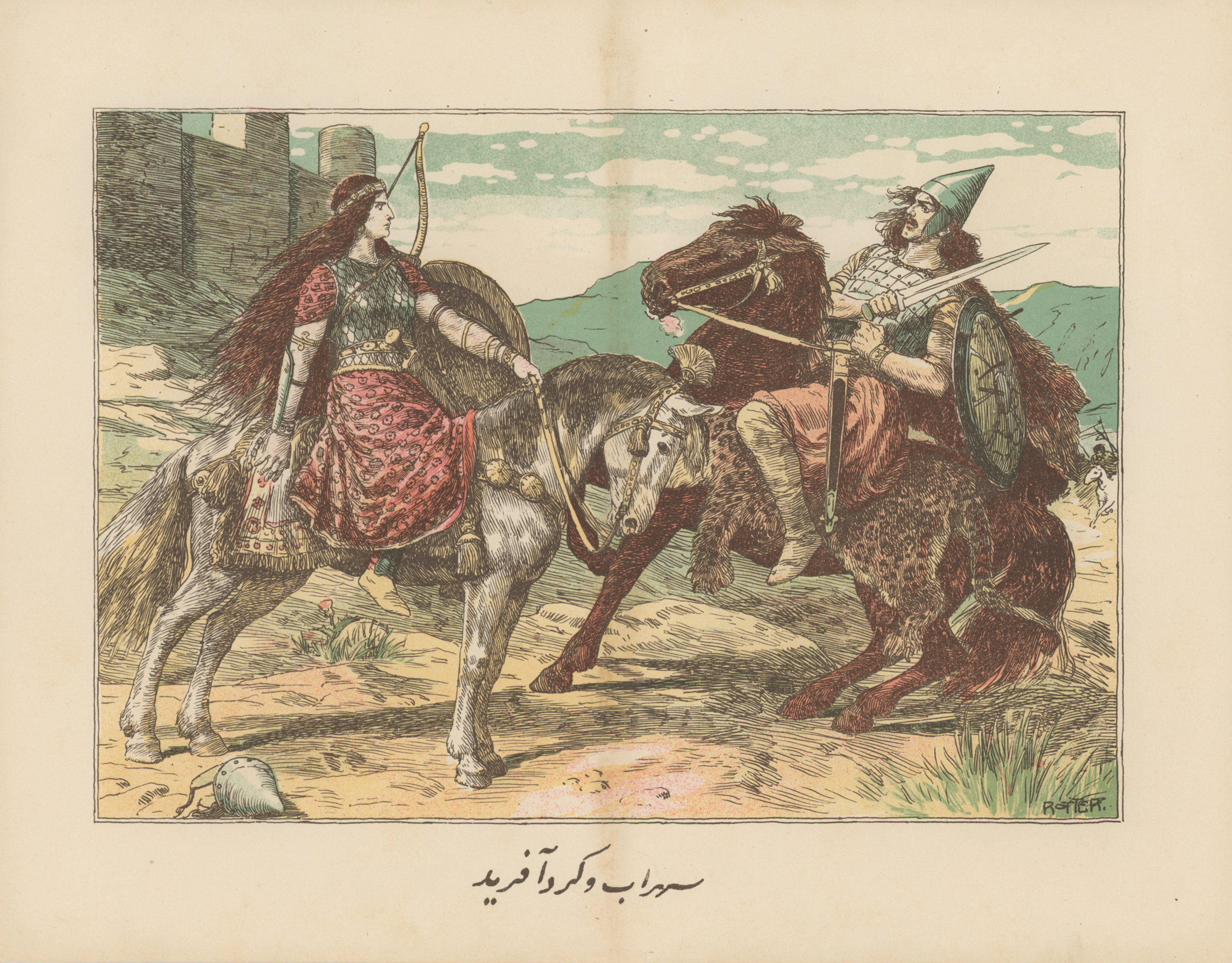
سهراب و گردآفرید اثر جوزف راتر
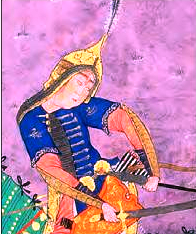
گردآفرید در شاهنامه شاه تهماسب
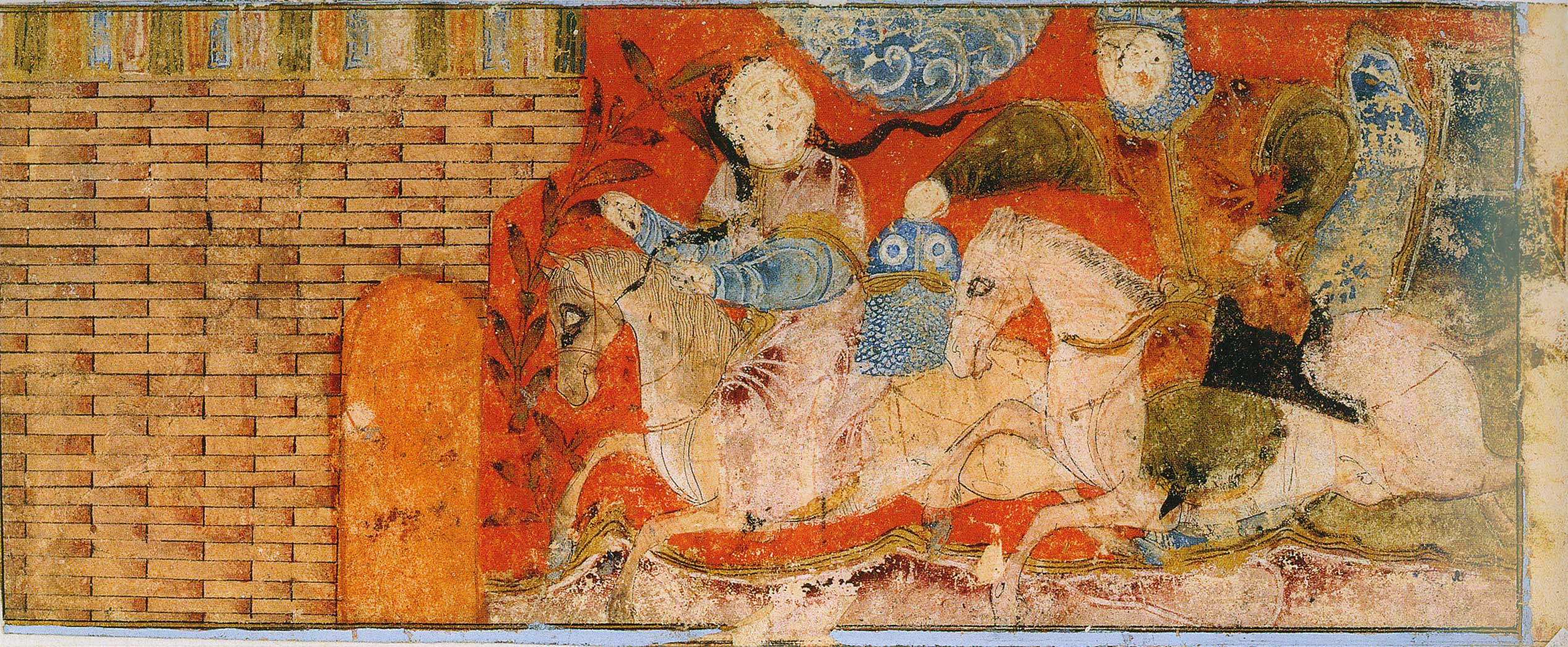
سهراب کلاه‌خود از سر گردآفرید برمی‌دارد، اثر متعلق به قرن 14 میلادی